# Устилуг
Устилу́г — місто в Україні, центр Устилузької міської територіальної громади Володимирського району Волинської області. Розташоване в місці впадіння річки Луги в Західний Буг (звідси назва — устя Луги). Це місце утворює прикордонний перехід до Польщі.

## Загальні відомості
Розташоване на правому березі Західного Бугу при впадінні в нього річки Луги.
Відстань до облцентру становить близько 88 км і проходить автошляхом Н22.
Через південну частину міста протікає річка Студянка — притока Західного Бугу.
Устилуг — прикордонне місто, що через міст Дружби межує з Республікою Польща.
Устилуг є єдиним в районі містом, крім районного центру Володимира-Волинського. Відстань до райцентру становить 12 кілометрів.
Устилуг є містом районного підпорядкування, розташоване на автошляху національного значення Н22 і залізничної магістралі Ковель-Ізов.
Вперше місто згадується в історичному літописі в 1150 році. У свій час місто носило назви: Устилогов, Усцилуг і Ружиямполь.
З 17 січня 1940 по 1956 рік місто Устилуг було районним центром Устилузького району.
Чисельність населення міста станом на 1 січня 2000 року за даними Міністерства статистики України становила 3,5 тисячі осіб.
Територія міста становить 615 гектарів. Домінуючими промисловими галузями цього населеного пункту є сільське господарство та сфера обслуговування.
Структуру функціонуючого господарського комплексу міста складають: сільськогосподарське підприємство агрофірма «Україна», селянське (фермерське) господарство Колача Є. Й., комбікормовий завод, млин, пилорама, Устилузьке лісництво, лікарня, Устилузький комунгосп, транспортна організація «ПМК-200» та низка торговельних закладів суб'єктів малого підприємництва.
В місті функціонує загальноосвітня школа І-ІІІ ст., дитяча школа мистецтв та дитячий садочок.
Із проголошенням незалежності України громадяни отримали можливості широкого міжнародного переміщення. Відтак, розташування населеного пункту безпосередньо на кордоні з Польщею позитивно вплинуло на розвиток сфери обслуговування, сервісу та торгівлі.
Також діють підприємства і організації позаміського значення: електропідстанція, залізнична станція, митниця, прикордонна застава.
Сільське господарство є провідною галуззю господарства міста.
В Устилузі діє міжнародний автомобільний (для легкових автомобілів) перехід Устилуг-Зосин. Державна прикордонна служба веде пряму трансляцію з переходу.

## Історія

### Давні часи
Найдавніше поселення на території Устилуга існувало ще в епоху міді (III тисячоліття до н. е.). За часів Київської Русі (IX—XII століття н. е.) на тому ж місці було укріплене городище, неподалік від нього — могильник з 29 курганів. Три з них у 1897 році розкопав археолог М. Ф. Біляшевський. Устилуг був у числі Червенських городів, відвойованих Володимиром Великим. До сьогодні збереглося п'ятикутне замчище, оточене валами з битої глини, які висотою не поступаються валам стольного Володимира, прорізане зі сходу, від міста брамою..

### Володимиро-Волинське князівство
Перша згадка про Устилуг у руських літописах належить до 1150 року, коли великий князь київський Ізяслав Мстиславич під час міжусобної боротьби послав в Устилуг «на покорм» своїх союзників-угорців. Пізніше місто згадується в документах, як Устилогов (1545 р.), Усчилуг (1576 р.), Усцилуг (1577 р.), Ружиямполь (польська назва, 1765 р.). Остання назва не прижилась, і з кінця XVIII століття місто знову почали називати Устилугом.
Наприкінці XII століття, після розпаду Київської Русі, Устилуг належав до Володимир-Волинського князівства, а на початку XIII століття входив до складу Галицько-Волинського князівства. В той час він був одним з головних пунктів Волині по торгівлі хлібом, який відправляли водним шляхом до портів Балтійського моря.
Під час навали орд Батия в 1240 році татаро-монгольські завойовники захопили Устилуг, спустошили і зруйнували його. Про це свідчить велика кількість деревного вугілля та попелу, знайденого на території городища. Панування татаро-монголів призвело до занепаду ремесла, яке раніше тут було досить розвинуте.

### Річ Посполита
Всередині XIV століття Устилуг захопили литовські феодали, а з 1569 року, згідно з рішенням Люблінського сейму, місто перейшло до Речі Посполитої. В річпосполитський період Устилуг був володінням багатьох феодалів. У 1545 році він належав Я. Крупському, в 1577 році — хелмському каштеляну М. Лисаковському, в XVII столітті — княгині Вишневецькій, у XVIII — князям Любомирським. У XVI—XVII століттях місто було невеликим. Так, у 1570 році тут налічувалося 36 димів і 12 городників.
Розташування на важливому торговельному шляху сприяло тому, що Устилуг у XV—XVI століттях став визначним центром торгівлі зерном у північно-західній частині Волині. З Володимирського і Луцького повітів сюди надходили транспорти із збіжжям, що потім Західним Бугом відправлялось на Захід. Купці, які торгували зерном, мали тут свої склади.
Але розвитку міста дуже перешкоджали феодальні міжусобиці, спустошливі напади татар, а також боротьба за волинські землі, яка велась між Литвою і Польщею. Так, у 1431 році біля Устилуга відбулися збройні сутички між військами литовського князя Свидригайла, противника Кревської унії, і польського короля Ягайла. Крім того, власники Устилуга із своїми слугами робили наїзди на сусідні маєтки, під час яких грабували і вбивали селян. Так, у 1576 році Крупський напав на маєток хелмського каштеляна в с. Бортневі.
У грудні 1653 року місто дуже потерпіло від нападу кримських татар. Вони три дні стояли табором під Устилугом, спалили 23 житлові будинки, 33 господарські приміщення, взяли в полон 68 чоловік, забрали багато худоби, птиці. В 1658 році в Устилузі лишилося тільки 10 димів.

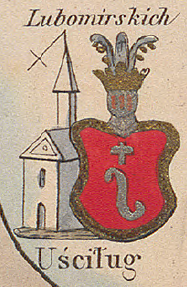
Устилуг на мапі Зигмунда Герстмана

У другій половині XVII століття, коли після визвольної війни Польща знову захопила Волинь, В Устилузі на початку XVIII століття було засновано монастир католицького чернечого ордену капуцинів. У 1747 році тут побудували костел, руїни якого збереглися до наших днів.
23 жовтня 1758 р. король Август ІІІ на прохання тогочасної власниці міста, стражникової Великого князівства Литовського Рози-Розалії Поцейової з Загоровських, надав Устилугу (перейменованому на честь власниці на Ружиямпіль) магдебурзьке право, що передбачало організацію в місті тижневих торгів та ремісничих цехів. Тоді ж місту було надано герб, що відтворював нову назву поселення: зображення золотої троянди (ружі) на блакитному тлі.

### У складі Російської імперії (1795—1919)

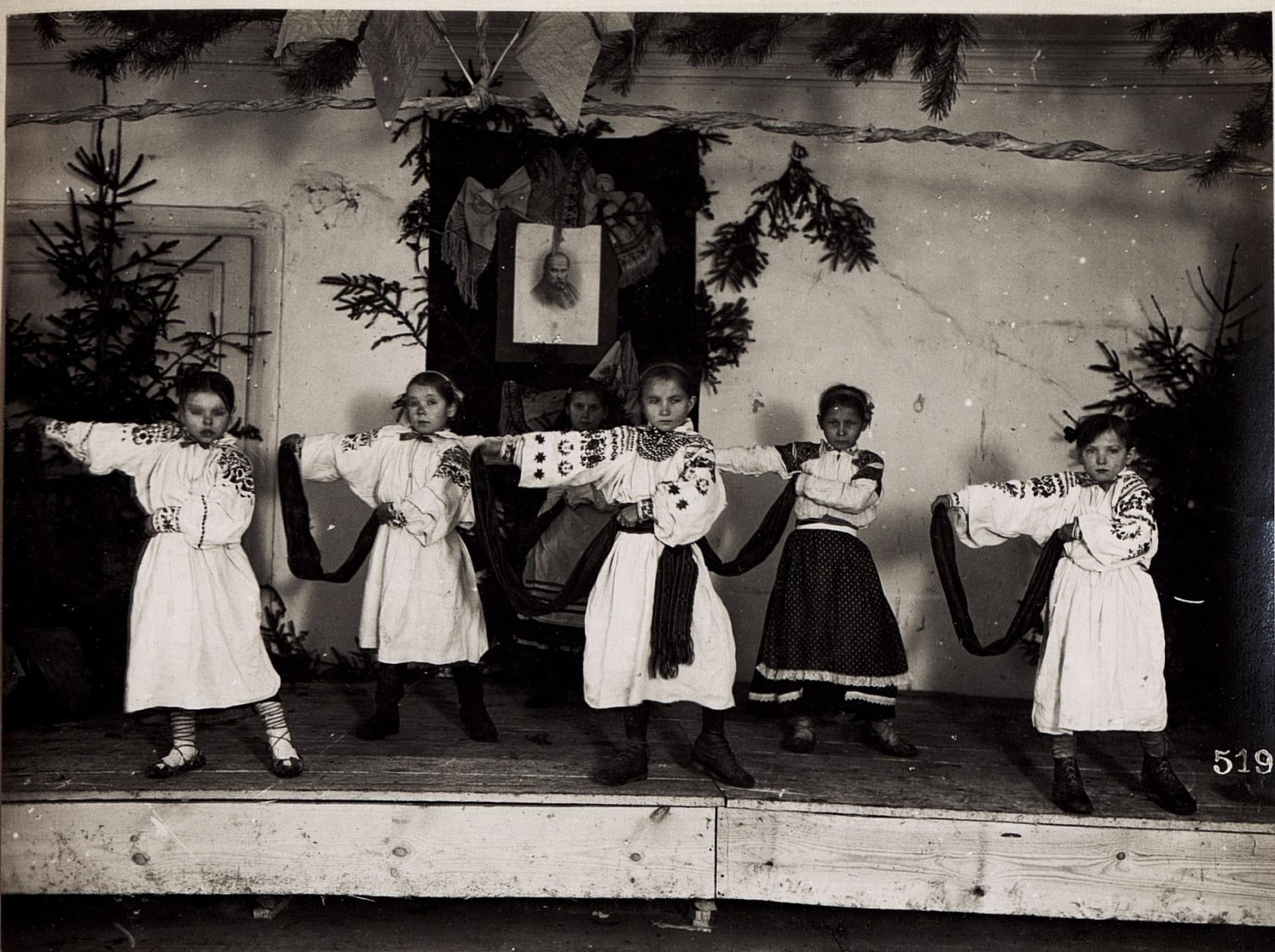
Грудень 1917 року. Українські національні танці у виконанні дівчат з української школи в Устилузі.

Після третього поділу Речі Посполитої в 1795 році Устилуг відійшов до Росії.
Під час навали наполеонівських військ у 1812 році район Устилуга став ареною воєнних дій. На Волині з 1811 року стояла 3-тя резервна армія, якою командував генерал О. П. Тормасов. Вона мала обороняти Волинь і Поділля. Після боїв у липні 1812 року 3-тя армія відступила. Прикордонні повіти Волинської губернії опинилися в руках наполеонівських військ. В Устилузі розташувалися польські частини — союзники Наполеона. Однак наполеонівські війська перебували на Волині недовго. Наприкінці серпня 1812 року армія Тормасова, з'єднавшись з Дунайською армією, якою командував П. В. Чичагов, розпочала визволення Волині. 26 жовтня 1812 року на полі між Устилугом і Володимиром-Волинським відбувся вирішальний бій, який закінчився перемогою російських військ. Наполеонівські війська відступили в Польщу, за р. Західний Буг.
Основним заняттям населення Устилуга були сільське господарство, ремесло й торгівля. З 1845 року в місті діяли 2 невеликі шкіряні заводи, які щорічно давали продукції на 515 крб. Вся вона реалізувалась у Волинській губернії. В місті жили й кріпаки. Так, поміщиці Рачинській в Устилузі належало 23 селянськи двори, з них тяглих — 5, піших — 3, городників — 15.
Устилуг був одним із транзитних пунктів, через який провадилась торгівля сільськогосподарською продукцією з закордоном. Так, у 1837—1838 рр. через устилузьку митницю відправляли в Польщу в середньому близько 200 волів і корів, 500 свиней, 20 тис. пудів сала, 21 тис. пудів сальних свічок та інше.
На основі маніфесту і Положень 19 лютого 1861 року кріпаки Устилуга (58 чоловік) здобули волю, а 27 листопада 1862 року була складена уставна грамота, яка визначала земельне забезпечення і повинності селян. Відповідно до неї 8 селянських господарств (із 23) одержали земельні наділи розміром від 6 до 14 десятин, а 15 господарствам (колишнім городникам) відведено лише городи до 1000 кв. сажнів. Отже, майже дві третини селянських дворів після «великої реформи» стали безземельними.
На початку XIX століття в Устилузі відкрито міське училище з польською мовою викладання, що утримувалося на кошти місцевих поміщиків і католицького духовенства. Проте після придушення польського повстання 1831 року це училище уряд закрив і тривалий час в Устилузі ніяких навчальних закладів не було. Тільки в 1875 році в місті почало працювати парафіяльне училище, де викладали Закон Божий, російську мову, арифметику. За станом на 1 квітня 1879 року тут навчалося 33 учні.
Наприкінці XIX — на початку XX століття економічне становище міста майже не змінилося. Як і раніше, більшість населення займалася сільським господарством. Однією з характерних особливостей економіки Устилуга була наявність у ньому великої кількості ремісничих майстерень і дрібних крамниць. Так, у 1892 році в містечку налічувалось 13 ремісників і 110 крамничок. Промислових підприємств, по суті, не було — тут працювало 3 невеличкі заводи, що виробляли кісткове борошно, а на одному виготовляли свічки. Устилуг був перевалочним пунктом торгівлі хлібом. На початку XX століття вниз по Західному Бугу щорічно вивозилося 30 тис. пудів зерна і сплавлялося будівельного лісу на 40 тис. крб. Напередодні першої світової війни в Устилузі з більших підприємств працювали спиртоочисний і винокурний заводи, 2 водяні млини. Всі вони належали поміщикам Бєлянкіним, які мали 2090 десятин землі.
У травні 1915 року австро-німецькі війська прорвали російський фронт у районі Тарнува—Горлиці. Російська армія відступила. Багато жителів Устилуга евакуювалося на схід. У місто ввійшли австро-німецькі війська, які перебували тут до кінця 1918 року.

### Українська народна республіка (1918—1920)
Після краху кайзерівської Німеччини Устилуг у січні 1919 року захопили польські війська, а 15 серпня 1920 року, під час польсько-радянської війни, його зайняла окрема Башкирська кавалерійська бригада під командуванням О. В. Горбатова. В Устилузі було встановлено Радянську владу. Проте у вересні 1920 року місто знову захопили поляки.

### У складі Другої Речі Посполитої (1921—1939)
Після укладання Ризького миру 18 березня 1921 р. Устилуг відходить до складу Другої Речі Посполитої.

### Друга світова війна (1939—1945)

Пам'ятник землякам, загиблим у Другій світовій війні

З 14 листопада 1939 року Устилуг перейшов до складу Української Радянської Соціалістичної Республіки Союзу Радянських Соціалістичних Республік.

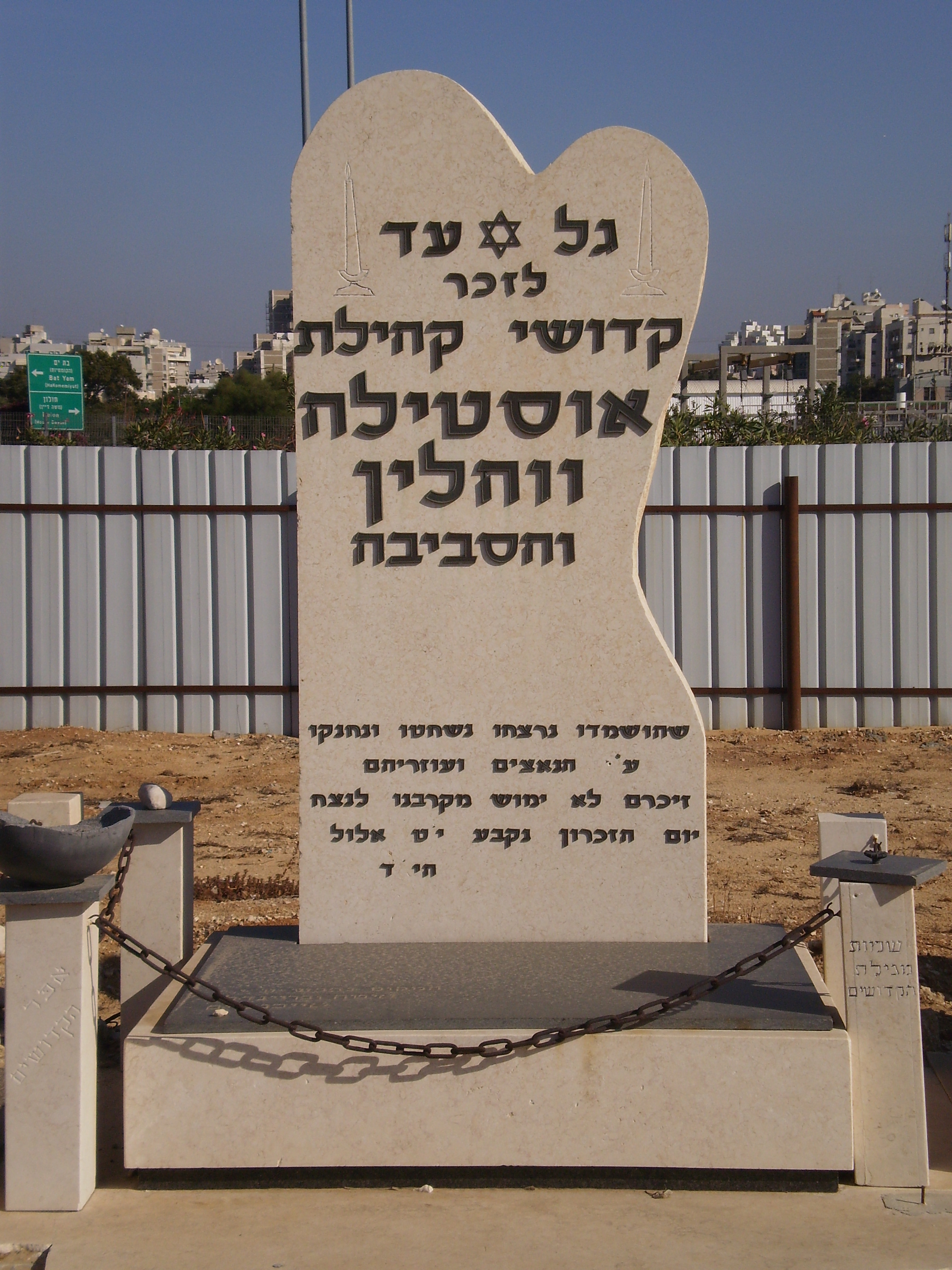
Меморіал, присвячений містянам-жертвам Голокосту (Холон, Ізраїль)

У 1940 році в УРСР отримав статус міста.
23 червня 1941 року окупований гітлерівськими військами. 21 липня 1944 року зайнятий радянськими військами 1-го Українського фронту в ході Львівсько-Сандомирської наступальної операції 13.07-29.08.1944 р.: 3-й гвардійської армії — 218-й сд (полковник Баклаков, Василь Ілліч) 120-го ск (генерал-майор Донсков, Семен Іванович).

### Радянська доба (1945—1991)
У результаті адміністративно-територальних змін 1972 року місто переходить до складу і підпорядування Володимир-Волинського району Волинської області УРСР.
У 1991 році чисельність населення складає 2,4 тис. жителів.
В самому Устилузі та навколо нього, як і вздовж усього кордону з Польщею досі збереглися ДОТи, збудовані перед Другою світовою війною — Лінія Молотова. Частина з них (переважно ті, що знаходяться в межах населених пунктів) зруйновані або напівзруйновані, але більшість збереглися в доброму стані. У перші дні німецько-радянської війни воїни Володимир-Волинського укріпрайону прийняли на себе основний удар німецьких військ.

### У складі незалежної України
З відкриттям міжнародного переходу Устилуг-Зосин особливо зросла роль міста. Після здобуття Незалежності України в місті відкрито міжнародний автоперехід з Польщею Устилуг-Зосин.
У серпні 2015 року місто стало центром новоствореної Устилузької міської громади.
12 червня 2020 року, відповідно до розпорядження Кабінету Міністрів України № 708-р «Про визначення адміністративних центрів та затвердження територій територіальних громад Волинської області», увійшло до складу Устилузької міської територіальної громади.
19 липня 2020 року, в результаті адміністративно-територіальної реформи та ліквідації  Володимир-Волинського району(1940—2020), місто увійшло до новоутвореного Володимир-Волинського району (від 18 липня 2022 Володимирського).

## Населення
За останніми статистичними даними з 2018 року на території Устилуга проживає 2211 мешканців.

### Національний склад
Національний склад населення за даними перепису 2001 року:
| Національність  | Відсоток |
| --------------- | -------- |
| українці        | 96,79%   |
| росіяни         | 2,15%    |
| інші/не вказали | 1,06%    |

### Мовний склад
Рідна мова населення за даними перепису 2001 року:
| Мова            | Чисельність, осіб | Відсоток |
| --------------- | ----------------- | -------- |
| Українська      | 2 232             | 98,07%   |
| Російська       | 31                | 1,36%    |
| Вірменська      | 5                 | 0,23%    |
| Польська        | 3                 | 0,13%    |
| Білоруська      | 3                 | 0,13%    |
| Румунська       | 1                 | 0,04%    |
| Інші/Не вказали | 1                 | 0,04%    |
| Разом           | 2 276             | 100%     |

## Географія

### Розташування
Місто розташоване у Володимирському районі, який розміщений в південно-західній частині Волинської області на північному заході України. Устилуг розташований у впадінні річки Луги в Західний Буг, у природній зоні мішаних лісів. Площа міста 4.03 км². Воно знаходиться біля кордону з Польщею. Висота над рівнем моря — 188 м.

### Клімат
Клімат Устилуга помірно-континентальний, зима відносно м'яка з частими відлигами, літо помірно тепле та вологе, весна і осінь затяжні. Середньорічна температура повітря становить 8,8 °С, найнижча вона у січні (мінус 2,9 °С), найвища — в липні (19,9 °С)
| Клімат Устилуга 2020              | Клімат Устилуга 2020 | Клімат Устилуга 2020 | Клімат Устилуга 2020 | Клімат Устилуга 2020 | Клімат Устилуга 2020 | Клімат Устилуга 2020 | Клімат Устилуга 2020 | Клімат Устилуга 2020 | Клімат Устилуга 2020 | Клімат Устилуга 2020 | Клімат Устилуга 2020 | Клімат Устилуга 2020 | Клімат Устилуга 2020 |
| Показник                          | Січ.                 | Лют.                 | Бер.                 | Квіт.                | Трав.                | Черв.                | Лип.                 | Серп.                | Вер.                 | Жовт.                | Лист.                | Груд.                | Рік                  |
| Середній максимум, °C             | −0,6                 | 1,1                  | 6,6                  | 14                   | 19                   | 22,2                 | 24,2                 | 23,8                 | 18,5                 | 12,5                 | 6,7                  | 1,6                  | 12,4                 |
| Середня температура, °C           | −2,9                 | −1,8                 | 2,5                  | 9,1                  | 14,4                 | 17,9                 | 19,9                 | 19,3                 | 14,3                 | 8,8                  | 4,2                  | −0,5                 | 8,8                  |
| Середній мінімум, °C              | −5,5                 | −4,9                 | −1,7                 | 3,8                  | 9,1                  | 12,8                 | 15,2                 | 14,5                 | 10,2                 | 5,5                  | 1,8                  | −2,6                 | 4,8                  |
| Норма опадів, мм                  | 44                   | 42                   | 48                   | 54                   | 80                   | 79                   | 99                   | 70                   | 71                   | 52                   | 46                   | 46                   | 731                  |
| --------------------------------- | -------------------- | -------------------- | -------------------- | -------------------- | -------------------- | -------------------- | -------------------- | -------------------- | -------------------- | -------------------- | -------------------- | -------------------- | -------------------- |
| Джерело: Кліматичні дані Устилуга |                      |                      |                      |                      |                      |                      |                      |                      |                      |                      |                      |                      |                      |

## Відомі люди
- У 1886 в Устилузі народився український художник Петро Бромирський.
- У 1897 р. в Устилузі народилася заслужений діяч науки, член-кореспондент Академії медичних наук СРСР Олена Хохол.
- 1897 року народилась українська оперна співачка Жуковська Олександра Іллівна
- 1892–1914 рр. — в Устилузі проживав композитор Ігор Стравінський. Неподалік з будинком Стравінського знаходився будинок Управителя Г. Белянкіна, випускника Філадельфійського суднобудівного університету, капітана I рангу. Багато зусиль доклали Белянкіни для соціального розвитку міста. Г. Белянкін опікувався церковноприходською школою і побудував ще одну для дітей форналів. Г. Белянкін заснував лікарню на 25 ліжок, в якій надавались безкоштовна медична допомога робітникам, для їхніх дітей була відкрита школа.
- У 1911 р. в Устилузі народився Олексій Володимирович Омельчук — український актор, Народний артист УРСР.
- З 1985 р. в Устилузі проживає Вавринюк Юрій, український поет, публіцист, редактор журналу «Благовісник»
- 2 листопада 1990 р. в Устилузі народився Свищ Сергій Сергійович — старший лейтенант Збройних сил України, учасник боїв з російським агресором під час боїв за Дебальцеве[13].

## Вулиці
- Левінцова
- Чумовицького
- Левченка
- Набережна
- Матросів
- Шевченка
- І. Франка
- Паркоменка
- Лесі Українки
- Олени Хохол
- Гуденка
- Володимирська
- Шкільна
- Зелена
- Садова
- Молодіжна
- Героїв Небесної Сотні
- Б. Хмельницького
- Дружби
- Саравінського
- Миру
- Липова
- Гагаріна

## Пам'ятки Устилуга
На місцевому обліку донедавна знаходилися дві пам'ятки історії (городище та будинок І. Ф. Стравинського) та сім пам'яток архітектури:
- Каплиця першої половини XIX ст.,
- Будинок сім'ї Носенків початку ХХ ст.,
- Будинок І. Ф. Стравинського 1906 року,
- Митниця 1908 року,
- Петропавлівська церква 1920 року на кладовищі по вул. Пархоменка, 44,
- Фахверковий млин 1924 року (згорів у 2000-х роках).
- Костел XVIII ст., архітектором якого вважають Паоло Фонтану[15] (будівля підірвана у 70-х роках ХХ ст., залишилися лише занедбані фрагменти підземних ходів).

На території міста розташоване городище ІХ-ХІІ ст. — археологічна пам'ятка, охоронний номер 444 (рішення Виконкому Устилузької м/р457-р від 16.10.1978 р.)..

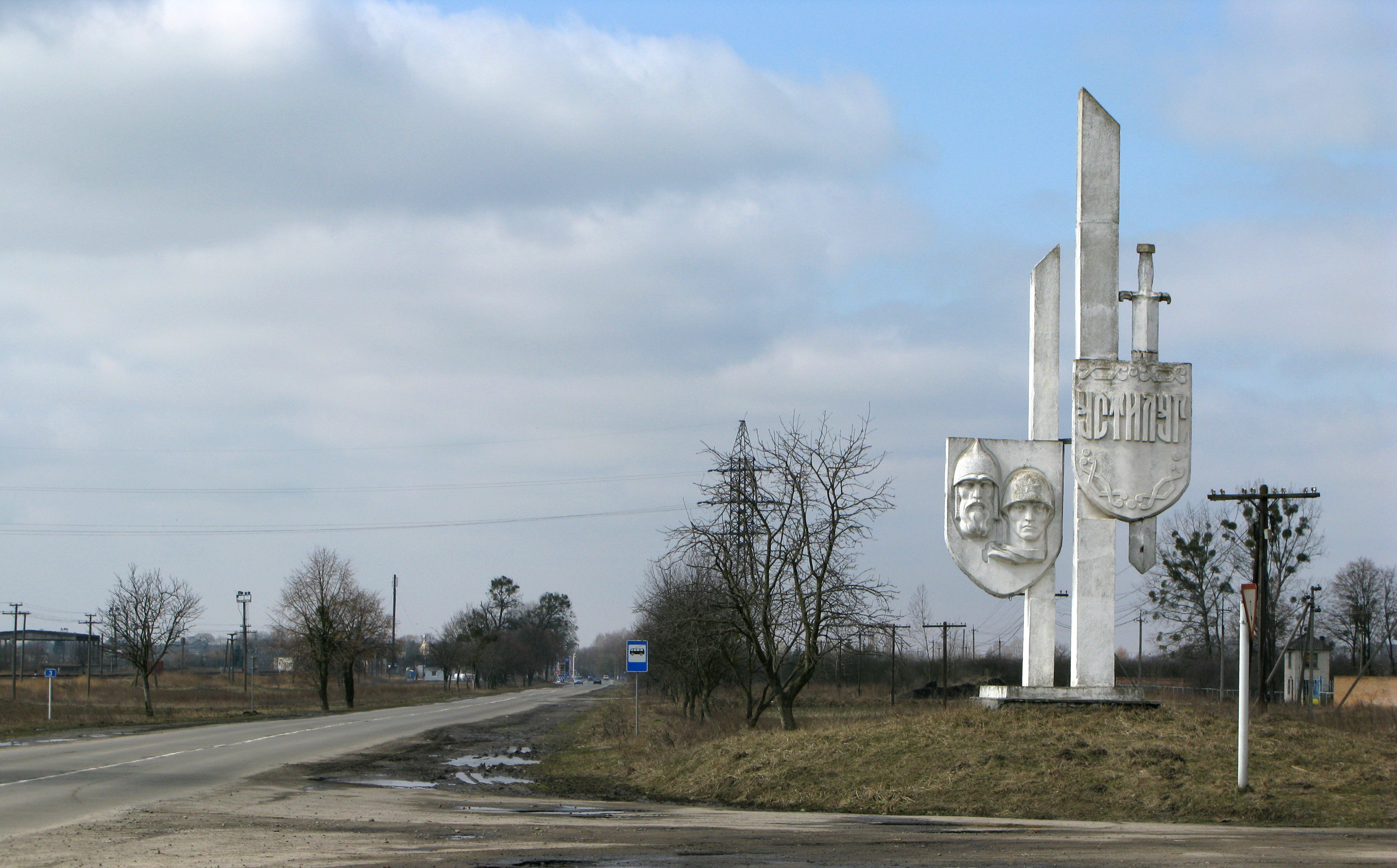
Устилуг, знак при в'їзді в місто

Між селом Бубнів та містом Устилуг розташований гідрологічний заказник місцевого значення Луга, а на північний захід від міста — Устилузький заказник.

## Цікаві факти
- При в'їзді в Устилуг (біля сучасного приміщення Устилузького лісництва та напроти школи) ростуть ясени, посаджені у 1861 р. з нагоди скасування кріпосного права (охороняються законом).
- В післявоєнні роки і до 1990-х років в Устилуг, який входив у прикордонну зону, жителям міста можна було потрапити лише при наявності спеціальної перепустки, яку видавав відділ міліції за місцем проживання гостя. Перепустка видавалася на підставі особистого запрошення жителя Устилуга, затверджена міською радою.